# Charles de Hémard de Denonville
Pour les articles homonymes, voir Hémard.
Charles de Hémard de Denonville (né à Denonville en 1493  et mort au Mans le 23 août 1540) est un cardinal français du XVIe siècle.

## Repères biographiques

### Abbé et chanoine
Hémard de Denonville est secrétaire du cardinal Philippe de Luxembourg. Il est abbé commendataire de Saint-Père-en-Vallée et de Saint-Nicolas d'Angers et chanoine à Tours.
En 1518 il est secrétaire du cardinal Adrien Gouffier de Boissy, curé de Saint-Gabriel de Vignoux à Bourges et chanoine à Coutances. Il est prieur de Saint-Pierre d'Aubiers à Luçon, curé de Saint-Firmin d'Asnières, prieur de  Saint-Jean des Grèves et membre du conseil royal du roi François Ier de France.

### Evêque et cardinal
Il est élu évêque de Mâcon en 1531 et occupe plusieurs fonctions importantes d'ambassadeur, notamment au Saint-Siège. Le cardinal de Hémard est nommé abbé de Saint-Aubin d'Angers en 1535.
Le pape Paul III le crée cardinal lors du consistoire du 22 décembre 1536. En 1538 il est nommé administrateur du diocèse d'Amiens.
Il meurt pendant un voyage au Mans en 1540.